# Municipio de Hughes (Carolina del Norte)
El municipio de Hughes (en inglés: Hughes Township) es un municipio ubicado en el  condado de Avery en el estado estadounidense de Carolina del Norte. En el año 2010 tenía una población de 490 habitantes.

## Geografía
El municipio de Hughes se encuentra ubicado en las coordenadas 36°3′24.88″N 81°57′33.26″O / 36.0569111, -81.9592389.